# Васильев, Иван Ермолаевич
Иван Ермолаевич Васильев (13 ноября 1907 года, дер. Новая Карпиловка, Краснинский уезд, Смоленская губерния — 8 сентября 1969 года, Ялта) — советский военный деятель, генерал-майор (11 июля 1945 года).

## Начальная биография
Иван Ермолаевич Васильев родился 13 ноября 1907 года в деревне Новая Карпиловка Краснинского уезда Смоленской губернии.

## Военная служба

### Довоенное время
11 сентября 1927 года призван в ряды РККА и направлен на учёбу в Киевскую пехотную школу имени Рабочих Красного Замоскворечья, после окончания которой в апреле 1930 года назначен на должность командира взвода в составе 283-го стрелкового полка (95-я стрелковая дивизия, Украинский военный округ), дислоцированного в городе Ананьев.
В ноябре 1931 года переведён в 23-й отдельный пулемётный батальон Управления начальника работ № 51, дислоцированный на станции Белокоровичи, где служил на должностях командира взвода учебной роты, помощника начальника штаба батальона и командира роты, а с декабря 1935 года служил в 260-м стрелковом полку (87-я стрелковая дивизия, Киевский военный округ), дислоцированном в м. Емильчино, на должностях командира роты и помощника начальника штаба полка.
20 ноября 1937 года И. Е. Васильев направлен на учёбу на общевойсковое отделение курсов усовершенствования командного состава при Разведывательном управлении РККА в Москве, после окончания которого вернулся на прежнюю должность 260-го стрелкового полка, а 28 сентября того же года назначен старшим помощником начальника разведывательного отдела Винницкой армейской группы.
В период с декабря 1938 по июль 1939 года проходил подготовку на специальном отделении курсов усовершенствования командного состава при Разведывательном управлении РККА в Москве.
В ноябре 1940 года назначен старшим начальником разведывательного отдела штаба 6-й армии.

### Великая Отечественная война
С началом войны капитан И. Е. Васильев находился на прежней должности. 6-я армия вела боевые действия в ходе приграничного сражения на львовском направлении, а затем отступала по направлению на Броды, Ямполь и Бердичев. В июле в районе Проскурова был ранен, а затем выполнял спецзадание разведотделов Юго-Западного, Южного фронтов и ЦК КП(б)У по организации вооружённого сопротивления на оккупированной противником территории.
В сентябре 1941 года назначен на должность начальника 3-го (агентурного) отделения разведотдела 12-й армии, после чего принимал участие в ходе Донбасско-Ростовской стратегической оборонительной, Ростовской и Барвенково-Лозовской наступательных операций. В начале августа 1942 года, находясь в расположении 4-й стрелковой дивизии, попал в окружение в районе севернее Ставрополя, из которого вместе с группой офицеров штаба дивизии и полков через станицу Баговская и перевал у горы Ачешбок 5 сентября вышел в расположение 174-го запасного стрелкового полка, после чего до 10 сентября проходил спецпроверку в отделе контрразведки Черноморской группы войск в Сочи и вскоре назначен на должность начальника оперативного отделения штаба 31-й стрелковой дивизии, ведшей оборонительные боевые действия в районе Алексеевского перевала. В ноябре назначен на должность начальника штаба этой же дивизии, которая в составе Черноморской группы войск вела оборону на Лазаревском направлении, а с 25 января 1943 года принимала участие в боевых действиях в ходе Северо-Кавказской и Краснодарской наступательных операций и освобождении пгт Нефтегорск, станиц Самурская, Апшеронская, Ивановская, Воронежская, Васюринская, Пашковская и г. Краснодар.
С июля 1943 года полковник И. Е. Васильев лечился в госпитале по болезни и после выздоровления в августе направлен в 1-ю гвардейскую армию, где 1 октября назначен заместителем начальника оперативного отдела штаба армии, а также возглавлял оперативную группу штаба армии при форсировании Днепра и освобождении Днепропетровска. Вскоре армия принимала участие в ходе Киевской оборонительной и Житомирско-Бердичевской наступательной операций.
10 января 1944 года назначен на должность начальника штаба 107-го стрелкового корпуса, который вскоре принимал участие в ходе Проскуровско-Черновицкой, Львовско-Сандомирской и Восточно-Карпатской наступательных операций.
29 ноября 1944 года полковник И. Е. Васильев назначен командиром 161-й стрелковой дивизией, однако уже в ночь на 17 декабря в районе города Прешов был тяжело ранен, после чего лечился в госпитале. После выздоровления 24 апреля 1945 года назначен командиром 351-й стрелковой дивизии, которая принимала участие в ходе Моравско-Остравской наступательной операции.

### Послевоенная карьера
В июле 1945 года 351-я стрелковая дивизия была расформирована, после чего генерал-майор И. Е. Васильев лечился в г. Саки и в сентябре назначен на должность начальника Ульяновского пехотного училища, после расформирования которого с июля 1946 года находился в резерве НКО и в сентябре назначен на должность начальника штаба 131-го стрелкового корпуса (Беломорский военный округ).
В апреле 1948 года направлен на учёбу на Высшие академические курсы при Высшей военной академии имени К. Е. Ворошилова, после окончания которых в мае 1949 года назначен на должность начальника штаба 73-го стрелкового корпуса (Прикарпатский военный округ).
Генерал-майор Иван Ермолаевич Васильев 5 мая 1950 года вышел в запас. Умер 8 сентября 1969 года в Ялте. Похоронен на Городском кладбище города.

## Награды
- Два ордена Красного Знамени (26.02.1942, 06.11.1947);
- Орден Суворова 2 степени (23.05.1945);
- Орден Кутузова 2 степени;
- Орден Отечественной войны 1 степени (22.02.1944);
- Два ордена Красной Звезды (27.03.1943, 03.11.1944);
- Медали.